# Bics
Bics, vroeger Belgacom International Carrier Services genoemd, is een Belgisch bedrijf met wereldwijde telecomactiviteiten. Het levert wereldwijd spraak- en datatransmissiediensten aan 700 telecomoperatoren (waaronder 400 mobiele) in Afrika, Azië, Europa, het Midden-Oosten en de VS. Lokale telecombedrijven maken gebruik van Bics om hun internationaal verkeer af te handelen, sms'jes te versturen, en VoIP of mobiel internet aan te bieden.
Het bedrijf heeft het hoofdkantoor in Brussel en kantoren in Dubai, Singapore, Bern, Monaco en New York.

## Aandeelhouderschap
Bics startte als een dochterbedrijf van Belgacom. In 1997 werd het opgericht als de Carrier & Wholesale business unit van Belgacom, sinds 2005 als een joint-venture met Swisscom, en sinds 2009 ook met het Zuid-Afrikaanse telecombedrijf MTN. In februari 2021 raakte bekend dat Proximus de aandelen van MTN en Swisscom heeft ingekocht, waardoor het opnieuw volledige eigenaar is van het bedrijf.
Sinds december 2024 maakt het deel uit van Proximus Global, samen met Route Mobile, en Telesign.
| Aandeelhouder | Aandeel (2013) | Intrede | Uittrede                                      |
| ------------- | -------------- | ------- | --------------------------------------------- |
| Belgacom      | 57,6%          | 1997    | Februari 2021; volledige inkoop door Proximus |
| Swisscom      | 22,4%          | 2005    | Februari 2021                                 |
| MTN           | 20,0%          | 2009    | Februari 2021                                 |

## Internationale spionage
Bics kwam in september 2013 in een storm terecht toen bleek dat het bedrijf vermoedelijk al sinds 2011 bespioneerd werd, volgens gelekte documenten door de GCHQ, een onderdeel van de Britse geheime dienst. Hierdoor kon men een groot deel van het internationale telefoonverkeer met Afrika en het Midden-Oosten bespioneren: Bics is daar immers de belangrijkste internationale telecomprovider. Het ultieme doel van de spionagepoging was het analyseren van de structuur van het internationale telecommunicatienetwerk en het uitvoeren van man-in-the-middle-aanvallen door middel van invites met valse gebruikersprofielen en websiteclones van LinkedIn en Slashdot. Volgens andere bronnen echter zouden de internationale instellingen in Brussel het werkelijke doel van de aanval zijn geweest.
Het volledige netwerk van Belgacom werd in het weekend van 14 september 2013 door een gespecialiseerd beveilingsbedrijf opgeruimd, al zijn mogelijk ook later nog resten van malware gevonden. Volgens bepaalde documenten, vermoedelijk afkomstig van Edward Snowden, zou de Network Analysis Centre-afdeling van de NSA eveneens betrokken zijn door het aanbieden van de Quantum Insert aflevertechniek voor de Regin APT. Een bijkomend veiligheidsrisico is dat Bics telecomleverancier is van de NAVO, SHAPE, de Europese Commissie, het Europees Parlement, SWIFT en de Belgische overheid.